# Elm Grove, Wisconsin
Elm Grove là một làng thuộc quận Waukesha, tiểu bang Wisconsin, Hoa Kỳ. Năm 2006, dân số của làng này là 6249 người.